# Johan Thelaus
Johan Thelaus, egentligen Johan Olof Sebastian Thelaus, tidigare Dahlström, född 18 februari 1978, död 4 februari 2022 i Spiss, Österrike, var en svensk fridykare.
Dahlström tävlade i sporten sedan 2003 och tog sitt första svenska rekord 2005, i grenen konstant vikt (CWT) då han simmade ner till 84 meters djup.
Efter det tog han ytterligare tre svenska rekord i fridykning, det senaste den 3 december 2009 då han blev förste nordbo att officiellt ta sig ner till över 100 meters djup på ett enda andetag. Han simmade med monofena ner till 101 meter i 2009 års VM i grenen CWT, och var en av cirka 12 personer som lyckats med detta "för egen maskin" (fram till 2009).
Thelaus arbetade som narkosläkare.